# Dendrostylis suaveolens
Dendrostylis suaveolens là một loài thực vật có hoa trong họ Achariaceae. Loài này được Triana & H. Karst. mô tả khoa học đầu tiên năm 1856.